# Победненский сельский совет
Победненский сельский совет (укр. Побєдненська сільська рада, крымскотат. Tarhanlar köy şurası) — согласно законодательству Украины — административно-территориальная единица в Джанкойском районе Автономной Республики Крым, расположенная в центральной части Джанкойского района, в степной зоне полуострова. Население по переписи 2001 года — 4383 человека, примыкая с востока к Джанкою.
К 2014 году сельсовет состоял из 3 сёл:
- Победное
- Новая Жизнь
- Тарасовка

## История
Тарханларский сельский совет был образован к 1940 году. Указом Президиума Верховного Совета РСФСР от 21 августа 1945 года Тарханларский сельсовет был переименован в Победненский. С 25 июня 1946 года сельсовет в составе Крымской области РСФСР. 26 апреля 1954 года Крымская область была передана из состава РСФСР в состав УССР, в том же году совет разукрупнили, выделив Дымовский, Васильевский и Чайкинский сельские советы. В 1959 году Победненский сельсовет был упразднён и включён в Заречненский сельский совет. Воссоздан он был в 1974 году путём выделения из Заречненского сельсовета. На 1977 год совет уже имел современный состав.. С 12 февраля 1991 года сельсовет в восстановленной Крымской АССР, 26 февраля 1992 года переименованной в Автономную Республику Крым. С 21 марта 2014 года в составе Крыма аннексирован Россией. Законом «Об установлении границ муниципальных образований и статусе муниципальных образований в Республике Крым» от 4 июня 2014 года территория административной единицы была объявлена муниципальным образованием со статусом сельского поселения.